# Christina Scott
Christina Martha Elena Scott (ur. 25 grudnia 1974) – polityk anguilska. Gubernator Anguilli od 23 lipca 2013 do 17 sierpnia 2017.
Ukończyła Christ Church w Oksfordzie.